# Käppele (Pass)
Als Käppele wird eine Passhöhe (538 m) im Nordschwarzwald zwischen Bad Herrenalb im Albtal und Gernsbach im Murgtal bezeichnet. Sie liegt auf dem Gebiet der Gemeinde Loffenau, deren Siedlungsfläche sich auf der Murgtäler Seite unterhalb der Passhöhe befindet.
Die nordöstliche Rampe ist stark bewaldet, die südwestliche Rampe bietet Aussicht ins Murgtal.

## Lage und Umgebung
Westlich der Passhöhe liegt der Heukopf (669 m), östlich der Holländerkopf (609 m).
Auf der Passhöhe gibt es eine Bushaltestelle. Auch gab es lange Zeit einen öffentlichen Parkplatz und an diesem einen Kiosk. Der Parkplatz und der Kiosk sind mittlerweile privatisiert. Der Kiosk ist umgebaut und wieder als Café/Kiosk in Betrieb.
Etwa 1,5 km südlich der Passhöhe zweigt eine Straße ab, die über Rißwasen zum Gipfel der Teufelsmühle (908 m ü. NN) führt.